# Emra Tahirović
Emra Tahirović, född 31 juli 1987 i Sarajevo, Bosnien, är en svensk före detta fotbollsspelare. Han spelade främst som anfallare. Han har tidigare även gått under namnet Emra Tahiri, detta då familjen bytte namn för att lättare kunna lämna Bosnien.

## Karriär
Tahirovic kommer ursprungligen från Bosnien men flyttade med sin familj till Sverige 1992 på grund av Bosnienkriget. Han började spela fotboll i IK Sturehov innan han 2002 gick över till Örebro SK. 2005 debuterade han i klubbens A-lag i Superettan. Inför säsongen 2006 värvades han till den allsvenska klubben Halmstads BK. I juni 2007 debuterade han för det svenska U21-landslaget. 23 juni 2007 blev det klart att han lämnade Halmstads BK för franska Lille OSC.
I januari 2008 lånades Tahirovic ut till schweiziska FC Zürich och efter säsongens slut skrev han på för klubben permanent. Under våren 2009 lånades han ut till numera allsvenska Örebro SK. Numera är Emra Tahirovic spelande tränare för Pålsboda GOIF:s seniorlag och har där lett laget till två uppflyttningar på tre säsonger, vilket innebär att Pålsboda kommer att spela i division 5 2023.